# METABOLISM
『METABOLISM』（メタボリズム）はSING LIKE TALKINGの10枚目のオリジナル・アルバム。BMGファンハウスより2001年9月26日に発売。アリオラジャパンより2015年2月11日にブルースペックCD2で再発売。

## 概要
各自のソロ活動、2枚組のセレクション・アルバム『ROUND ABOUT』の発売を経て前作「Welcome To Another World」（1997年）以来4年4か月振り。1988年から在籍したファンハウスから発売した最後のオリジナル・アルバム。シングル曲4曲を含む全16曲。
ゲスト・ドラマーとしてLUNA SEAの真矢、元BLANKEY JET CITYの中村達也、LINDBERGの小柳“cherry”昌弘が参加している。

## 収録曲
1. Premonition
作曲：藤田千章, 佐藤竹善, R.Dodd
2. The Law Of Contradiction
作詞・作曲：藤田千章,佐藤竹善
3. Jack Lemmon
作詞・作曲：藤田千章,佐藤竹善
4. Paradise
作詞・作曲：藤田千章
5. My True Colors
作詞・作曲：藤田千章,佐藤竹善
6. 魔力
作詞・作曲：藤田千章,佐藤竹善
7. 見知らぬ空の下で
作詞：藤田千章,作曲：西村智彦
「One Day」のカップリング曲。
8. Jigsaw
作詞・作曲：藤田千章,佐藤竹善
9. Hyper Overdrive〜不完全な個体〜
作詞・作曲：藤田千章
10. 悲しきHummingbird
作詞・作曲：藤田千章
「My True Colors」のカップリング曲。
11. 幻月〜A Tragedian〜
作詞：藤田千章／作曲：西村智彦
「魔力」のカップリング曲。
12. What's Dying Away
作詞・作曲：佐藤竹善
13. 情熱のGroovin
作詞：藤田千章,作曲：西村智彦
14. One Day
作詞・作曲：佐藤竹善
15. 回想の詩
作詞・作曲：藤田千章,佐藤竹善
16. Only A Miracle
作詞・作曲：藤田千章,佐藤竹善